# Cadel Evans Great Ocean Road Race de 2023
A 7.ª edição da clássica ciclista Cadel Evans Great Ocean Road Race foi uma competição na Austrália  que se celebrou a 29 de janeiro de 2023 sobre um percurso de 174,3 quilómetros ao redor de Geelong .
A corrida fez parte do UCI WorldTour de 2023, calendário ciclístico de máximo nível mundial, sendo a segunda corrida de dito circuito e foi vencida pelo alemão Marius Mayrhofer do DSM. Completaram o pódio, como segundo e terceiro classificado respectivamente, o francês Hugo Page do Intermarché-Circus-Wanty e o australiano Simon Clarke do Israel-Premier Tech.

## Equipas participantes
Tomaram parte na corrida 14 equipas: 11 de categoria UCI WorldTeam, duas de categoria UCI ProTeam e a seleção nacional da Austrália. Formaram assim um pelotão de 97 ciclistas dos que acabaram 83. As equipas participantes foram:
| Equipes WorldTeam (11)- AG2R Citroën Team - Arkéa-Samsic - Bora-Hansgrohe - EF Education-EasyPost - Ineos Grenadiers - Intermarché-Circus-Wanty - Soudal Quick-Step - Team Jayco AlUla - Team DSM - Trek-Segafredo - UAE Team Emirates Equipes ProTeam (2)- Israel-Premier Tech - Bolton Equities Black Spoke Pro Cycling translation for headoftableIII_translate index 39 not found- UniSA-Australia |
| |

## Classificação final
- A classificação finalizou da seguinte forma:[2]

| \| Classificação geral \| Classificação geral \| Classificação geral \| Classificação geral \| Classificação geral \| \| Ciclista \| Ciclista \| Equipe \| Tempo \| \| \| ------------------- \| ------------------- \| --------------------------------------- \| ------------------- \| ------------------- \| \| 1. \| Marius Mayrhofer \| Team DSM \| 4h15m11s \| \| \| 2. \| Hugo Page \| Intermarché-Circus-Wanty \| + 0s \| \| \| 3. \| Simon Clarke \| Israel-Premier Tech \| + 0s \| \| \| 4. \| Michael Matthews \| Team Jayco AlUla \| + 0s \| \| \| 5. \| Corbin Strong \| Israel-Premier Tech \| + 0s \| \| \| 6. \| Caleb Ewan \| UniSA-Australia \| + 0s \| \| \| 7. \| Dion Smith \| Intermarché-Circus-Wanty \| + 0s \| \| \| 8. \| Marc Hirschi \| UAE Team Emirates \| + 0s \| \| \| 9. \| George Bennett \| UAE Team Emirates \| + 0s \| \| \| 10. \| Sean Quinn \| EF Education-EasyPost \| + 0s \| \| \| 11. \| Kévin Ledanois \| Arkéa-Samsic \| + 0s \| \| \| 12. \| Aaron Gate \| Bolton Equities Black Spoke Pro Cycling \| + 0s \| \| \| 13. \| Natnael Tesfatsion \| Trek-Segafredo \| + 0s \| \| \| 14. \| Mauro Schmid \| Soudal Quick-Step \| + 0s \| \| \| 15. \| Luke Plapp \| Ineos Grenadiers \| + 0s \| \| |                    |                                         |          |
| |                    |                                         |          |
| Fonte: ProCyclingStats |                    |                                         |          |
| Classificação geral |                    |                                         |          |
| Ciclista | Ciclista           | Equipe                                  | Tempo    |
| 1. | Marius Mayrhofer   | Team DSM                                | 4h15m11s |
| 2. | Hugo Page          | Intermarché-Circus-Wanty                | + 0s     |
| 3. | Simon Clarke       | Israel-Premier Tech                     | + 0s     |
| 4. | Michael Matthews   | Team Jayco AlUla                        | + 0s     |
| 5. | Corbin Strong      | Israel-Premier Tech                     | + 0s     |
| 6. | Caleb Ewan         | UniSA-Australia                         | + 0s     |
| 7. | Dion Smith         | Intermarché-Circus-Wanty                | + 0s     |
| 8. | Marc Hirschi       | UAE Team Emirates                       | + 0s     |
| 9. | George Bennett     | UAE Team Emirates                       | + 0s     |
| 10. | Sean Quinn         | EF Education-EasyPost                   | + 0s     |
| 11. | Kévin Ledanois     | Arkéa-Samsic                            | + 0s     |
| 12. | Aaron Gate         | Bolton Equities Black Spoke Pro Cycling | + 0s     |
| 13. | Natnael Tesfatsion | Trek-Segafredo                          | + 0s     |
| 14. | Mauro Schmid       | Soudal Quick-Step                       | + 0s     |
| 15. | Luke Plapp         | Ineos Grenadiers                        | + 0s     |

## Ciclistas participantes e posições finais
| Soudal Quick-Step SOQ | Soudal Quick-Step SOQ | Soudal Quick-Step SOQ |
| --------------------- | --------------------- | --------------------- |
| Num                   | Ciclista              | Pos                   |
| 1                     | Mattia Cattaneo (ITA) | DNF                   |
| 2                     | Stan Van Tricht (BEL) | 44.                   |
| 3                     | Dries Devenyns (BEL)  | 83.                   |
| 4                     | James Knox (GBR)      | 61.                   |
| 5                     | Mauro Schmid (SUI)    | 14.                   |
| 6                     | Jannik Steimle (GER)  | 38.                   |
| 7                     | Martin Svrček (SVK)   | DNF                   |

| AG2R Citroën Team ACT | AG2R Citroën Team ACT | AG2R Citroën Team ACT |
| --------------------- | --------------------- | --------------------- |
| Num                   | Ciclista              | Pos                   |
| 11                    | Ben O'Connor (AUS)    | 46.                   |
| 12                    | Alex Baudin (FRA)     | 45.                   |
| 13                    | Dorian Godon (FRA)    | 52.                   |
| 14                    | Paul Lapeira (FRA)    | 27.                   |
| 15                    | Nans Peters (FRA)     | 35.                   |
| 16                    | Michael Schär (SUI)   | 39.                   |
| 17                    | Damien Touzé (FRA)    | 25.                   |

| Bora-Hansgrohe BOH | Bora-Hansgrohe BOH          | Bora-Hansgrohe BOH |
| ------------------ | --------------------------- | ------------------ |
| Num                | Ciclista                    | Pos                |
| 21                 | Shane Archbold (NZL)        | DNF                |
| 22                 | Marco Haller (AUT)          | 22.                |
| 23                 | Jai Hindley (AUS)           | 32.                |
| 24                 | Luis-Joe Lührs (GER)        | DNF                |
| 25                 | Jordi Meeus (BEL)           | 41.                |
| 26                 | Maximilian Schachmann (GER) | 18.                |
| 27                 | Giovanni Aleotti (ITA)      | 53.                |

| EF Education-EasyPost EFE | EF Education-EasyPost EFE | EF Education-EasyPost EFE |
| ------------------------- | ------------------------- | ------------------------- |
| Num                       | Ciclista                  | Pos                       |
| 31                        | Alberto Bettiol (ITA)     | 31.                       |
| 32                        | Mikkel Honoré (DEN)       | 17.                       |
| 33                        | Jens Keukeleire (BEL)     | 34.                       |
| 34                        | Sean Quinn (USA)          | 10.                       |
| 35                        | Jonas Rutsch (GER)        | 56.                       |
| 36                        | Tom Scully (NZL)          | DNF                       |
| 37                        | Łukasz Wiśniowski (POL)   | DNF                       |

| Ineos Grenadiers IGD | Ineos Grenadiers IGD       | Ineos Grenadiers IGD |
| -------------------- | -------------------------- | -------------------- |
| Num                  | Ciclista                   | Pos                  |
| 41                   | Ethan Hayter (GBR)         | 82.                  |
| 42                   | Leo Hayter (GBR)           | 65.                  |
| 43                   | Kim Heiduk (GER)           | 71.                  |
| 44                   | Luke Plapp (AUS) (estrada) | 15.                  |
| 45                   | Magnus Sheffield (USA)     | DNF                  |
| 46                   | Ben Swift (GBR)            | 57.                  |
| 47                   | Cameron Wurf (AUS)         | DNF                  |

| Intermarché-Circus-Wanty ICW | Intermarché-Circus-Wanty ICW | Intermarché-Circus-Wanty ICW |
| ---------------------------- | ---------------------------- | ---------------------------- |
| Num                          | Ciclista                     | Pos                          |
| 51                           | Sven Erik Bystrøm (NOR)      | 24.                          |
| 52                           | Julius Johansen (DEN)        | 76.                          |
| 53                           | Hugo Page (FRA)              | 2.                           |
| 54                           | Gerben Thijssen (BEL)        | 81.                          |
| 55                           | Taco van der Hoorn (NED)     | 79.                          |
| 56                           | Boy van Poppel (NED)         | 74.                          |
| 57                           | Dion Smith (NZL)             | 7.                           |

| UAE Team Emirates UAD | UAE Team Emirates UAD   | UAE Team Emirates UAD |
| --------------------- | ----------------------- | --------------------- |
| Num                   | Ciclista                | Pos                   |
| 61                    | Sjoerd Bax (NED)        | 49.                   |
| 62                    | George Bennett (NZL)    | 9.                    |
| 63                    | Alessandro Covi (ITA)   | 42.                   |
| 64                    | Finn Fisher-Black (NZL) | 37.                   |
| 65                    | Marc Hirschi (SUI)      | 8.                    |
| 66                    | Jay Vine (AUS)          | 28.                   |
| 67                    | Michael Vink (NZL)      | DNF                   |

| Arkéa-Samsic ARK | Arkéa-Samsic ARK       | Arkéa-Samsic ARK |
| ---------------- | ---------------------- | ---------------- |
| Num              | Ciclista               | Pos              |
| 71               | Élie Gesbert (FRA)     | 23.              |
| 72               | Mathis Le Berre (FRA)  | 66.              |
| 73               | Alessandro Verre (ITA) | 54.              |
| 74               | Ewen Costiou (FRA)     | 70.              |
| 75               | Hugo Hofstetter (FRA)  | 60.              |
| 76               | Łukasz Owsian (POL)    | 55.              |
| 77               | Kévin Ledanois (FRA)   | 11.              |

| Team Jayco AlUla JAY | Team Jayco AlUla JAY   | Team Jayco AlUla JAY |
| -------------------- | ---------------------- | -------------------- |
| Num                  | Ciclista               | Pos                  |
| 81                   | Luke Durbridge (AUS)   | 72.                  |
| 82                   | Lucas Hamilton (AUS)   | 36.                  |
| 83                   | Michael Hepburn (AUS)  | 73.                  |
| 84                   | Campbell Stewart (NZL) | DNF                  |
| 85                   | Kelland O'Brien (AUS)  | 21.                  |
| 86                   | Michael Matthews (AUS) | 4.                   |
| 87                   | Simon Yates (GBR)      | 47.                  |

| Team DSM DSM | Team DSM DSM           | Team DSM DSM |
| ------------ | ---------------------- | ------------ |
| Num          | Ciclista               | Pos          |
| 92           | Matthew Dinham (AUS)   | 30.          |
| 93           | Chris Hamilton (AUS)   | 51.          |
| 94           | Marius Mayrhofer (GER) | 1.           |
| 95           | Romain Combaud (FRA)   | 59.          |
| 96           | Tim Naberman (NED)     | 77.          |
| 97           | Martijn Tusveld (NED)  | 58.          |

| Trek-Segafredo TFS | Trek-Segafredo TFS       | Trek-Segafredo TFS |
| ------------------ | ------------------------ | ------------------ |
| Num                | Ciclista                 | Pos                |
| 101                | Filippo Baroncini (ITA)  | 40.                |
| 102                | Marc Brustenga (ESP)     | NP                 |
| 103                | Tony Gallopin (FRA)      | 19.                |
| 104                | Asbjørn Hellemose (DEN)  | NP                 |
| 105                | Emīls Liepiņš (LAT)      | 67.                |
| 106                | Natnael Tesfatsion (ERI) | 13.                |
| 107                | Antonio Tiberi (ITA)     | 16.                |

| Israel-Premier Tech IPT | Israel-Premier Tech IPT | Israel-Premier Tech IPT |
| ----------------------- | ----------------------- | ----------------------- |
| Num                     | Ciclista                | Pos                     |
| 111                     | Daryl Impey (RSA)       | 26.                     |
| 112                     | Corbin Strong (NZL)     | 5.                      |
| 113                     | Simon Clarke (AUS)      | 3.                      |
| 114                     | Taj Jones (AUS)         | 80.                     |
| 115                     | Sebastian Berwick (AUS) | 33.                     |
| 116                     | Chris Froome (GBR)      | DNF                     |
| 117                     | Derek Gee (CAN)         | 62.                     |

| Bolton Equities Black Spoke Pro Cycling BEB | Bolton Equities Black Spoke Pro Cycling BEB | Bolton Equities Black Spoke Pro Cycling BEB |
| ------------------------------------------- | ------------------------------------------- | ------------------------------------------- |
| Num                                         | Ciclista                                    | Pos                                         |
| 121                                         | James Fouché (NZL) (estrada)                | 20.                                         |
| 122                                         | James Oram (NZL)                            | 29.                                         |
| 123                                         | Logan Currie (NZL)                          | 43.                                         |
| 124                                         | Luke Mudgway (NZL)                          | 78.                                         |
| 125                                         | Thomas Sexton (NZL)                         | 68.                                         |
| 126                                         | George Jackson (NZL)                        | DNF                                         |
| 127                                         | Aaron Gate (NZL)                            | 12.                                         |

| UniSA-Australia AUS | UniSA-Australia AUS   | UniSA-Australia AUS |
| ------------------- | --------------------- | ------------------- |
| Num                 | Ciclista              | Pos                 |
| 131                 | Caleb Ewan (AUS)      | 6.                  |
| 132                 | Jarrad Drizners (AUS) | 63.                 |
| 133                 | Zac Marriage (AUS)    | 75.                 |
| 134                 | Liam Walsh (AUS)      | 48.                 |
| 135                 | Kane Richards (AUS)   | 64.                 |
| 136                 | Declan Trezise (AUS)  | 69.                 |
| 137                 | Elliot Schultz (AUS)  | 50.                 |

| Soudal Quick-Step SOQ | Soudal Quick-Step SOQ | Soudal Quick-Step SOQ |
| --------------------- | --------------------- | --------------------- |
| Num                   | Ciclista              | Pos                   |
| 1                     | Mattia Cattaneo (ITA) | DNF                   |
| 2                     | Stan Van Tricht (BEL) | 44.                   |
| 3                     | Dries Devenyns (BEL)  | 83.                   |
| 4                     | James Knox (GBR)      | 61.                   |
| 5                     | Mauro Schmid (SUI)    | 14.                   |
| 6                     | Jannik Steimle (GER)  | 38.                   |
| 7                     | Martin Svrček (SVK)   | DNF                   |

| AG2R Citroën Team ACT | AG2R Citroën Team ACT | AG2R Citroën Team ACT |
| --------------------- | --------------------- | --------------------- |
| Num                   | Ciclista              | Pos                   |
| 11                    | Ben O'Connor (AUS)    | 46.                   |
| 12                    | Alex Baudin (FRA)     | 45.                   |
| 13                    | Dorian Godon (FRA)    | 52.                   |
| 14                    | Paul Lapeira (FRA)    | 27.                   |
| 15                    | Nans Peters (FRA)     | 35.                   |
| 16                    | Michael Schär (SUI)   | 39.                   |
| 17                    | Damien Touzé (FRA)    | 25.                   |

| Bora-Hansgrohe BOH | Bora-Hansgrohe BOH          | Bora-Hansgrohe BOH |
| ------------------ | --------------------------- | ------------------ |
| Num                | Ciclista                    | Pos                |
| 21                 | Shane Archbold (NZL)        | DNF                |
| 22                 | Marco Haller (AUT)          | 22.                |
| 23                 | Jai Hindley (AUS)           | 32.                |
| 24                 | Luis-Joe Lührs (GER)        | DNF                |
| 25                 | Jordi Meeus (BEL)           | 41.                |
| 26                 | Maximilian Schachmann (GER) | 18.                |
| 27                 | Giovanni Aleotti (ITA)      | 53.                |

| EF Education-EasyPost EFE | EF Education-EasyPost EFE | EF Education-EasyPost EFE |
| ------------------------- | ------------------------- | ------------------------- |
| Num                       | Ciclista                  | Pos                       |
| 31                        | Alberto Bettiol (ITA)     | 31.                       |
| 32                        | Mikkel Honoré (DEN)       | 17.                       |
| 33                        | Jens Keukeleire (BEL)     | 34.                       |
| 34                        | Sean Quinn (USA)          | 10.                       |
| 35                        | Jonas Rutsch (GER)        | 56.                       |
| 36                        | Tom Scully (NZL)          | DNF                       |
| 37                        | Łukasz Wiśniowski (POL)   | DNF                       |

| Ineos Grenadiers IGD | Ineos Grenadiers IGD       | Ineos Grenadiers IGD |
| -------------------- | -------------------------- | -------------------- |
| Num                  | Ciclista                   | Pos                  |
| 41                   | Ethan Hayter (GBR)         | 82.                  |
| 42                   | Leo Hayter (GBR)           | 65.                  |
| 43                   | Kim Heiduk (GER)           | 71.                  |
| 44                   | Luke Plapp (AUS) (estrada) | 15.                  |
| 45                   | Magnus Sheffield (USA)     | DNF                  |
| 46                   | Ben Swift (GBR)            | 57.                  |
| 47                   | Cameron Wurf (AUS)         | DNF                  |

| Intermarché-Circus-Wanty ICW | Intermarché-Circus-Wanty ICW | Intermarché-Circus-Wanty ICW |
| ---------------------------- | ---------------------------- | ---------------------------- |
| Num                          | Ciclista                     | Pos                          |
| 51                           | Sven Erik Bystrøm (NOR)      | 24.                          |
| 52                           | Julius Johansen (DEN)        | 76.                          |
| 53                           | Hugo Page (FRA)              | 2.                           |
| 54                           | Gerben Thijssen (BEL)        | 81.                          |
| 55                           | Taco van der Hoorn (NED)     | 79.                          |
| 56                           | Boy van Poppel (NED)         | 74.                          |
| 57                           | Dion Smith (NZL)             | 7.                           |

| UAE Team Emirates UAD | UAE Team Emirates UAD   | UAE Team Emirates UAD |
| --------------------- | ----------------------- | --------------------- |
| Num                   | Ciclista                | Pos                   |
| 61                    | Sjoerd Bax (NED)        | 49.                   |
| 62                    | George Bennett (NZL)    | 9.                    |
| 63                    | Alessandro Covi (ITA)   | 42.                   |
| 64                    | Finn Fisher-Black (NZL) | 37.                   |
| 65                    | Marc Hirschi (SUI)      | 8.                    |
| 66                    | Jay Vine (AUS)          | 28.                   |
| 67                    | Michael Vink (NZL)      | DNF                   |

| Arkéa-Samsic ARK | Arkéa-Samsic ARK       | Arkéa-Samsic ARK |
| ---------------- | ---------------------- | ---------------- |
| Num              | Ciclista               | Pos              |
| 71               | Élie Gesbert (FRA)     | 23.              |
| 72               | Mathis Le Berre (FRA)  | 66.              |
| 73               | Alessandro Verre (ITA) | 54.              |
| 74               | Ewen Costiou (FRA)     | 70.              |
| 75               | Hugo Hofstetter (FRA)  | 60.              |
| 76               | Łukasz Owsian (POL)    | 55.              |
| 77               | Kévin Ledanois (FRA)   | 11.              |

| Team Jayco AlUla JAY | Team Jayco AlUla JAY   | Team Jayco AlUla JAY |
| -------------------- | ---------------------- | -------------------- |
| Num                  | Ciclista               | Pos                  |
| 81                   | Luke Durbridge (AUS)   | 72.                  |
| 82                   | Lucas Hamilton (AUS)   | 36.                  |
| 83                   | Michael Hepburn (AUS)  | 73.                  |
| 84                   | Campbell Stewart (NZL) | DNF                  |
| 85                   | Kelland O'Brien (AUS)  | 21.                  |
| 86                   | Michael Matthews (AUS) | 4.                   |
| 87                   | Simon Yates (GBR)      | 47.                  |

| Team DSM DSM | Team DSM DSM           | Team DSM DSM |
| ------------ | ---------------------- | ------------ |
| Num          | Ciclista               | Pos          |
| 92           | Matthew Dinham (AUS)   | 30.          |
| 93           | Chris Hamilton (AUS)   | 51.          |
| 94           | Marius Mayrhofer (GER) | 1.           |
| 95           | Romain Combaud (FRA)   | 59.          |
| 96           | Tim Naberman (NED)     | 77.          |
| 97           | Martijn Tusveld (NED)  | 58.          |

| Trek-Segafredo TFS | Trek-Segafredo TFS       | Trek-Segafredo TFS |
| ------------------ | ------------------------ | ------------------ |
| Num                | Ciclista                 | Pos                |
| 101                | Filippo Baroncini (ITA)  | 40.                |
| 102                | Marc Brustenga (ESP)     | NP                 |
| 103                | Tony Gallopin (FRA)      | 19.                |
| 104                | Asbjørn Hellemose (DEN)  | NP                 |
| 105                | Emīls Liepiņš (LAT)      | 67.                |
| 106                | Natnael Tesfatsion (ERI) | 13.                |
| 107                | Antonio Tiberi (ITA)     | 16.                |

| Israel-Premier Tech IPT | Israel-Premier Tech IPT | Israel-Premier Tech IPT |
| ----------------------- | ----------------------- | ----------------------- |
| Num                     | Ciclista                | Pos                     |
| 111                     | Daryl Impey (RSA)       | 26.                     |
| 112                     | Corbin Strong (NZL)     | 5.                      |
| 113                     | Simon Clarke (AUS)      | 3.                      |
| 114                     | Taj Jones (AUS)         | 80.                     |
| 115                     | Sebastian Berwick (AUS) | 33.                     |
| 116                     | Chris Froome (GBR)      | DNF                     |
| 117                     | Derek Gee (CAN)         | 62.                     |

| Bolton Equities Black Spoke Pro Cycling BEB | Bolton Equities Black Spoke Pro Cycling BEB | Bolton Equities Black Spoke Pro Cycling BEB |
| ------------------------------------------- | ------------------------------------------- | ------------------------------------------- |
| Num                                         | Ciclista                                    | Pos                                         |
| 121                                         | James Fouché (NZL) (estrada)                | 20.                                         |
| 122                                         | James Oram (NZL)                            | 29.                                         |
| 123                                         | Logan Currie (NZL)                          | 43.                                         |
| 124                                         | Luke Mudgway (NZL)                          | 78.                                         |
| 125                                         | Thomas Sexton (NZL)                         | 68.                                         |
| 126                                         | George Jackson (NZL)                        | DNF                                         |
| 127                                         | Aaron Gate (NZL)                            | 12.                                         |

| UniSA-Australia AUS | UniSA-Australia AUS   | UniSA-Australia AUS |
| ------------------- | --------------------- | ------------------- |
| Num                 | Ciclista              | Pos                 |
| 131                 | Caleb Ewan (AUS)      | 6.                  |
| 132                 | Jarrad Drizners (AUS) | 63.                 |
| 133                 | Zac Marriage (AUS)    | 75.                 |
| 134                 | Liam Walsh (AUS)      | 48.                 |
| 135                 | Kane Richards (AUS)   | 64.                 |
| 136                 | Declan Trezise (AUS)  | 69.                 |
| 137                 | Elliot Schultz (AUS)  | 50.                 |

Convenções:
- AB-N: Abandono na etapa "N"
- FLT-N: Retiro por chegada fora do limite de tempo na etapa "N"
- NTS-N: Não tomou a saída para a etapa "N"
- DES-N: Desclassificado ou expulsado na etapa "N"

## UCI World Ranking
A Cadel Evans Great Ocean Road Race outorgou pontos para o UCI World Ranking para corredores das equipas nas categorias UCI WorldTeam, UCI ProTeam e Continental. As seguintes tabelas são o barómetro de pontuação e os dez corredores que obtiveram mais pontos:
| Posição   | 1.º | 2.º | 3.º | 4.º | 5.º | 6.º | 7.º | 8.º | 9.º | 10.º | 11.º | 12.º | 13.º | 14.º | 15.º-20.º | 21.º-30.º | 31.º-50.º | 51.º-55.º | 56.º-60.º |
| Pontuação | 300 | 250 | 215 | 175 | 120 | 115 | 95  | 75  | 60  | 50   | 40   | 35   | 30   | 25   | 20        | 12        | 5         | 2         | 1         |

| Classificação |                  |                          |        |
| Ciclista      | Ciclista         | Equipa                   | Pontos |
| ------------- | ---------------- | ------------------------ | ------ |
| 1.º           | Marius Mayrhofer | Team DSM                 | 300    |
| 2.º           | Hugo Page        | Intermarché-Circus-Wanty | 250    |
| 3.º           | Simon Clarke     | Israel-Premier Tech      | 215    |
| 4.º           | Michael Matthews | Jayco AlUla              | 175    |
| 5.º           | Corbin Strong    | Israel-Premier Tech      | 120    |
| 6.º           | Caleb Ewan       | UniSA-Australia          | 115    |
| 7.º           | Dion Smith       | Intermarché-Circus-Wanty | 95     |
| 8.º           | Marc Hirschi     | UAE Emirates             | 75     |
| 9.º           | George Bennett   | UAE Emirates             | 60     |
| 10.º          | Sean Quinn       | EF Education-EasyPost    | 50     |